# Grècia
|  | Aquest article tracta sobre l'estat modern de Grècia. Vegeu-ne altres significats a «Antiga Grècia». |

Grècia (en grec modern: Ελλάδα, El·lada; en grec antic: Ἑλλάς, Hel·làs), oficialment la República Hel·lènica (en grec, Ελληνική Δημοκρατία El·linikí Dimokratia) és un estat del sud-est d'Europa, situat a la punta meridional de la península Balcànica. Fa frontera amb Albània, Macedònia del Nord i Bulgària al nord; i amb Turquia, a l'est. El mar Egeu és a l'est de Grècia; el mar Jònic, a l'oest; i el mar Mediterrani, al sud. Grècia inclou un vast nombre d'illes (aproximadament 6.000, de les quals 227 són habitades), incloent-hi Creta, Dodecanès, les Cíclades i les Illes Jòniques, entre d'altres. El 80% del territori és muntanyenc; el cim més alt n'és l'Olimp, amb 2.917 msnm.
La Grècia moderna té les seves arrels en la civilització de l'antiga Grècia, sovint considerada el bressol de la cultura occidental i, com a tal, el lloc de naixement de la democràcia, la filosofia occidental, els Jocs Olímpics, la literatura occidental, la historiografia, les ciències polítiques, els principis científics i matemàtics i el teatre. La Grècia moderna va establir-se el 1830, després de la revolta independentista victoriosa contra l'Imperi Otomà.
Avui en dia, Grècia és un país desenvolupat, de renda alta, amb un índex de desenvolupament humà i qualitat de vida elevats. Grècia forma part de la Unió Europea, des del 1981; i de la zona euro, des del 2001. És membre de l'OTAN, des del 1951; de l'Agència Espacial Europea, des del 2005; de l'Organització per a la Cooperació i el Desenvolupament Econòmic (OCDE); i de l'Organització per a la Cooperació Econòmica del Mar Negre. Atenes n'és la capital i la ciutat més gran de l'estat. Altres ciutats importants en són Tessalònica, Patres, Iràklion i Làrissa.
Malgrat que l'idioma oficial és el grec demòtic, el 2004 Grècia va ingressar a l'Organització Internacional de la Francofonia.

## Geografia

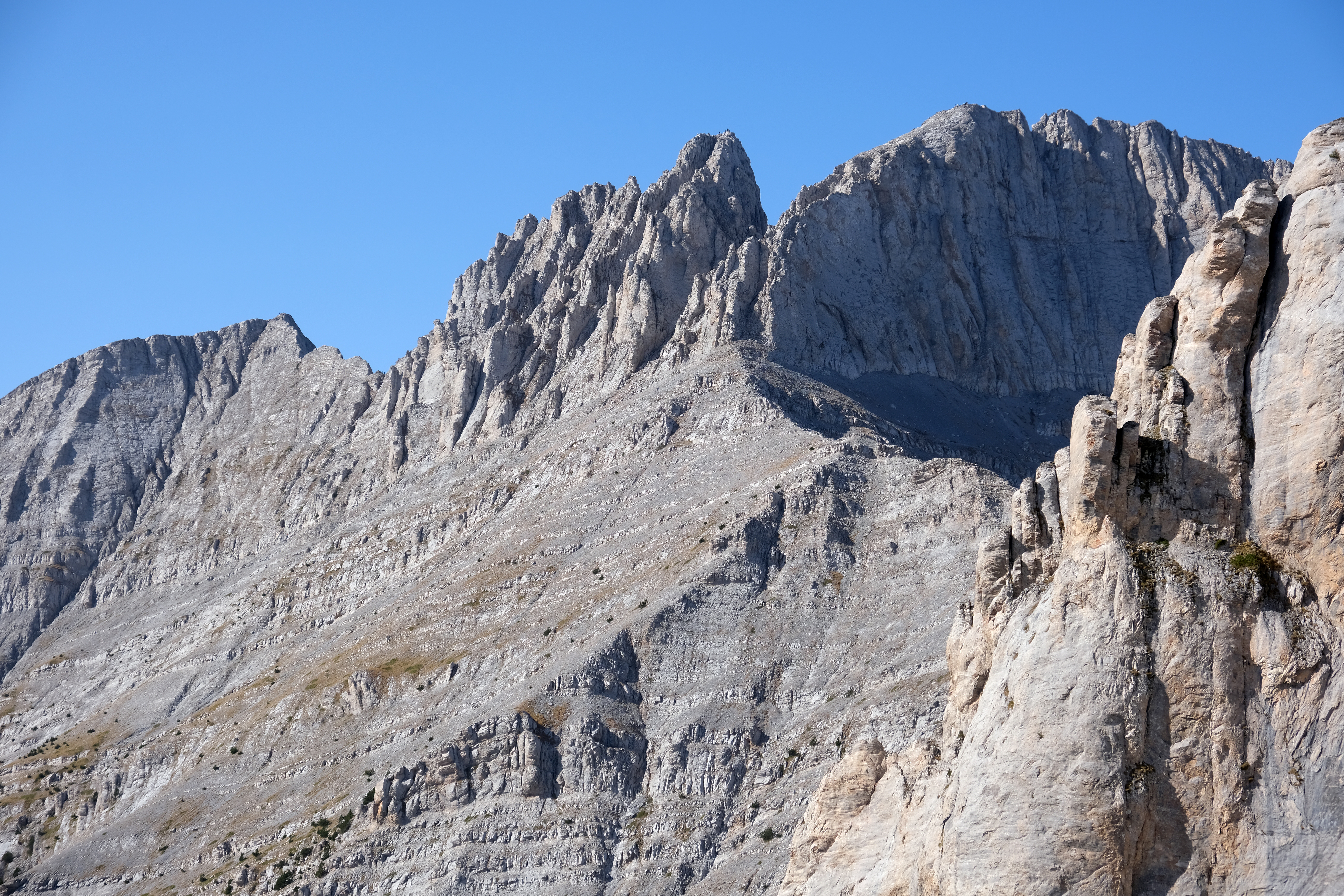
Vista del mont Olimp

El país consisteix en una extensa àrea continental situada al sud dels Balcans; la península del Peloponès, separada del continent pel canal de l'istme de Corint; i un bon nombre d'illes, que inclouen, entre d'altres, Creta, Rodes, Eubea, Lesbos, Quios, Tassos, Samotràcia, Lemnos i els arxipèlags del Dodecanès, les Cíclades i les Espòrades, totes aquestes a la mar Egea, i Corfú, Lèucada, Cefalònia i Zacint a la mar Jònica. Grècia té més de 14.880 km de costa i només 1.160 km de fronteres terrestres, amb una extensió total de 131.940 km². El 2022 la població estimada era de 10.5 milions d'habitants.
El 80% de Grècia és muntanyós. La major part del país és seca i rocosa, per la qual cosa només el 28% del terreny és cultivable. A la Grècia occidental, hi ha llacs i aiguamolls. El Pindos, la serralada central, té una altitud mitjana de 2.650 m. El mont Olimp és el punt més elevat de Grècia, a 2.911 m sobre el nivell del mar.
El clima de Grècia és mediterrani i presenta hiverns suaus i humits, i estius càlids i eixuts. Les temperatures rarament hi són extremes, encara que a l'hivern la neu cau a les muntanyes i, ocasionalment, fins i tot a Atenes.
En línia recta, la distància que hi ha de Barcelona a la capital de Grècia, Atenes, és d'aproximadament 1.870 km.

## Política
Grècia legalitza el matrimoni homosexual malgrat l'oposició fèrria de l'Esglèsia ortodoxa.

## Subdivisió administrativa
Grècia està formada per tretze regions administratives o περιφέρειες (perifèries), subdividides, fins al 2010, alhora en νομοί (nomoí), que es podria traduir per departaments, districtes o prefectures. A partir del 2011, les regions resten dividides en unitats perifèriques. A més a més, hi ha una regió autònoma anomenada Mont Atos (Άγιο Όρος, Àgio Oros o 'Muntanya Sagrada'), que és un estat monàstic sota la sobirania de Grècia i la capital n'és Kariès (Καριές).

Llista de regions gregues amb la capital corresponent:
1. Àtica (Αττική) — Atenes (Αθήνα)
2. Grècia Central (Στερεα Ελλαδα) — Lamia (Λαμία)
3. Macedònia Central (Κεντρική Μακεδονία) — Tessalònica (Θεσσαλονικη)
4. Creta (Κρήτη) — Iràklio (Ηράκλειο)
5. Macedònia Oriental i Tràcia (Ανατολική Μακεδονία και Θράκη) — Komotini (Κομοτηνή)
6. Epir (Ήπειρος) — Ioànnina (Ιωάννινα)
7. Illes Jòniques (Ιόνια νησιά) — Corfú (Κέρκυρα)
8. Egeu Septentrional (Βόρειο Αιγαίο) — Mitilene (Μυτιλήνη)
9. Peloponès (Πελοπόννησος) — Trípoli (Τρίπολη)
10. Egeu Meridional (Νότιο Αιγαίο) — Ermoúpoli (Ερμούπολη)
11. Tessàlia (Θεσσαλία) — Làrissa (Λάρισα)
12. Grècia Occidental (Δυτική Ελλαδα) — Patres (Πάτρα)
13. Macedònia Occidental (Δυτική Μακεδονία) — Kozani (Κοζάνη)

### Demografia
Grècia té més de 12 milions d'habitants, dels quals la meitat viu en ciutats. L'especial orografia de l'estat explica la seva distribució. La religió nacional és el cristianisme ortodox (l'Església grega té un paper força important en la identitat col·lectiva). Fins i tot hi ha una comunitat monàstica (el Mont Atos) que té una relativa independència.

#### Immigració
Actualment, més del 10% dels ciutadans de Grècia són estrangers, la majoria de països dels Balcans, d'Albània especialment. En els últims anys, però, la immigració il·legal des d'Àfrica i Àsia (creuant per Turquia) ha augmentat considerablement. En la primera meitat del 2009, el 25% de les detencions d'immigrants il·legals en tot Europa es van fer a Grècia.
Els centres de retenció d'immigrants del país tenen capacitat per a 1.000 persones, però, només en els tres primers trimestres del 2009, van arribar 95.000 nous immigrants indocumentats, per la qual cosa, sovint, molts dels detinguts són alliberats després d'alguns dies amb una notificació que diu que han de sortir del país en el termini d'un mes.
Per resoldre una part del problema, el primer ministre grec, Georgios Papandreu, va proposar de donar la ciutadania a prop de 250.000 fills d'immigrants nascuts o educats a Grècia. Però les pressions de l'oposició li van fer retirar la proposta.

## Història

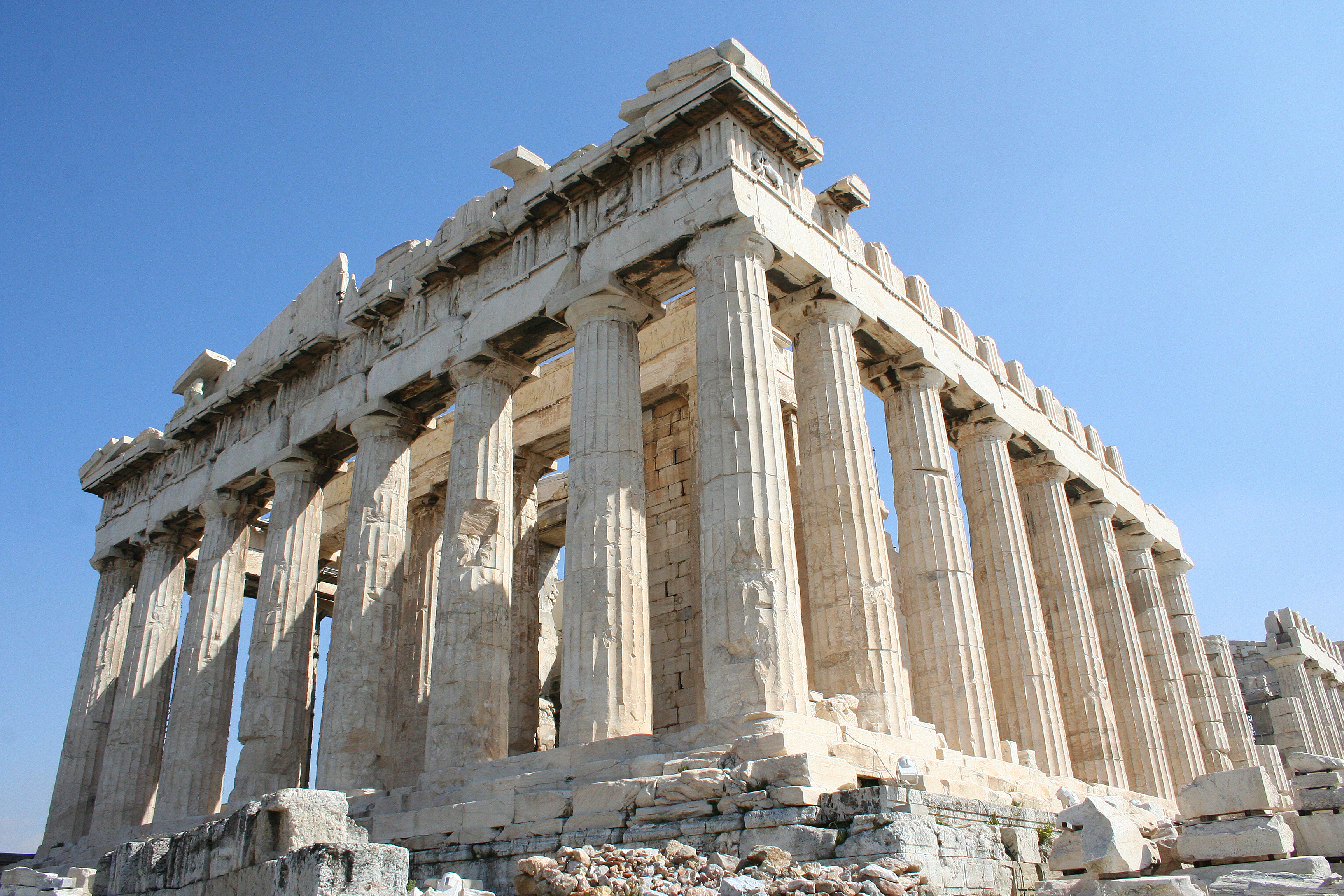
El Partenó d'Atenes

Grècia fou la primera àrea d'Europa on emergí la primera civilització. La primera aparegué a l'illa de Creta, la civilització minoica, i més tard a la Grècia continental, la civilització micènica. Més tard, les ciutats estat emergiren en tota la península grega i s'expandiren a través de les costes del mar Negre, el sud d'Itàlia i Àsia Menor, i assoliren grans nivells de prosperitat que resultaren en una gran explosió cultural, expressada en l'arquitectura, la literatura, la ciència i la filosofia, i que portaren Atenes a un ambient democràtic. Atenes i Esparta encapçalaren la lluita contra l'Imperi persa en les guerres mèdiques, i assoliren rebutjar-lo. Ambdues ciutats s'enfrontaren també entre si en la Guerra del Peloponès. Ambdues foren eclipsades més endavant per Tebes i més tard pel Regne de Macedònia, que, sota el guiatge d'Alexandre el Gran, uní i encapçalà el món grec cap a la victòria sobre els perses i l'establiment del període hel·lenístic, que dominà el món civilitzat conegut durant prop de dos segles, fins a l'establiment dels romans com a dominadors de totes les terres de parla grega, cap al 146 aC.

La posterior barreja de les cultures romana i hel·lènica se sintetitzà en l'establiment de l'Imperi Romà d'Orient el 330 dC al voltant de la ciutat de Constantinoble (l'antiga Bizanci grega), que retingué la major part del poder cultural i militar durant els següents 1.123 anys, fins a la seva caiguda en mans dels turcs otomans, el 1453. Durant els següents anys, Grècia romangué sota l'autoritat otomana, i molts intel·lectuals grecs emigraren a l'Europa occidental, portant amb ells la cultura de l'antiga Grècia i sent part important de l'anomenat Renaixement europeu. De manera paral·lela, els grecs ortodoxos es cohesionaren mitjançant la religió, i desenvoluparen més tard un paper fonamental en la formació de la moderna identitat grega.

Expansió territorial de Grècia entre 1830 i 1947

Després del triomf en la Guerra d'Independència grega sobre l'Imperi Otomà, de 1821 a 1829, el nou estat grec fou finalment reconegut en el protocol de Londres. El 1827, Ioannis Kapodístrias, un noble grec de les Illes Jòniques, fou escollit primer governador de la nova República. No obstant això, després del seu assassinat, s'instaurà la monarquia sota Otó I de Grècia, de la dinastia Wittelsbach bavaresa. El 1843, el rei fou forçat a garantir la constitució i una assemblea representativa. Però, per la seva vocació autoritària, fou destronat el 1863 i reemplaçat pel príncep Vilhelm de Dinamarca, que adoptà el nom de Jordi I de Grècia i portà amb ell les Illes Jòniques, regal de coronació del Regne Unit. El 1877, Kharílaos Trikupis, una important figura de l'escena política grega, contingué el poder de la monarquia per interferir en l'assemblea a l'hora d'elegir el primer ministre mitjançant la publicació del «vot de confiança».

25 de març de 1821: Germà de Patres beneint la bandera de Grècia al monestir de la Santa Laura. Theódoros Vrizakis, 1865

Com a resultat de les guerres balcàniques, Grècia aconseguí incrementar el seu territori i població. Els següents anys, la lluita entre Constantí I de Grècia i el carismàtic primer ministre, Elevthérios Venizelos, sobre la política estrangera en vespres de la I Guerra mundial, dominà l'escena política grega i dividí el país en dos grups oposats.
Després de la I Guerra mundial, es produí la lluita enfront dels nacionalistes turcs liderats per Mustafa Kemal, una guerra que provocà un intercanvi important de població entre els dos estats després del tractat de Lausana. El 1924, s'hi proclama la República, i la inestabilitat i successius cops d'estat marcaren l'era següent, que fou eclipsada per la tasca d'incorporar més d'un milió i mig de refugiats grecs d'Àsia Menor dins de la societat grega. El 28 d'octubre de 1940, la Itàlia feixista demanà la rendició de Grècia, però el dictador grec Ioannis Metaxàs s'hi oposà i provocà la consegüent Guerra italogrega, en què Grècia expulsà les forces italianes cap a Albània, i donà als aliats de la Segona Guerra mundial la primera victòria sobre les potències de l'Eix. Posteriorment, s'hagué d'enfrontar a les forces alemanyes durant la batalla de Grècia, en què les forces d'ocupació alemanyes hagueren d'enfrontar-se a la resistència grega.
Després de l'alliberament, Grècia caigué en la guerra civil entre les forces pro reialesa i les comunistes, que provocà una greu crisi econòmica i greus tensions socials entre les dretes i les esquerres els següents 30 anys. Els següents 20 anys es caracteritzaren per la marginació dels esquerrans dins l'esfera política i social gregues, però amb un considerable creixement econòmic, gràcies en part al pla Marshall.
El 1965, fou un període de turbulència política que portà al cop d'estat del 21 d'abril de 1967 del Règim dels Coronels, amb el suport dels Estats Units. El novembre de 1973, l'aixecament a la Universitat Politècnica d'Atenes provocà un cop contrari que instal·là Dimítrios Ioannidis com a dictador. El 20 de juliol de 1974, amb la invasió turca de l'illa de Xipre, el règim grec es col·lapsà.
L'antic primer ministre Konstandinos Karamanlís retornà de París, on havia viscut des del seu exili el 1963, i començà l'era anomenada Metapolitefsi. El 14 d'agost de 1974, les forces gregues abandonaren l'estructura militar de l'OTAN en protesta per l'ocupació turca del nord de Xipre. El 1975, s'instaurà la constitució de la república democràtica i s'abolí la monarquia per referèndum. Andreas Papandreou fundà el Moviment Socialista Panhel·lènic (PASOK), en resposta al partit Nova Democràcia de Konstandinos Karamanlís, i esdevingueren les dues forces polítiques dominants en la política grega durant les dècades següents. Grècia retornà a l'OTAN el 1980.
Grècia es convertí en el desè membre de la Unió Europea l'1 de gener de 1981, i experimentà des d'aleshores un notable creixement econòmic. L'estat adoptà l'euro el 2001 i organitzà de manera satisfactòria els Jocs Olímpics d'Estiu de 2004 a Atenes.

## Economia

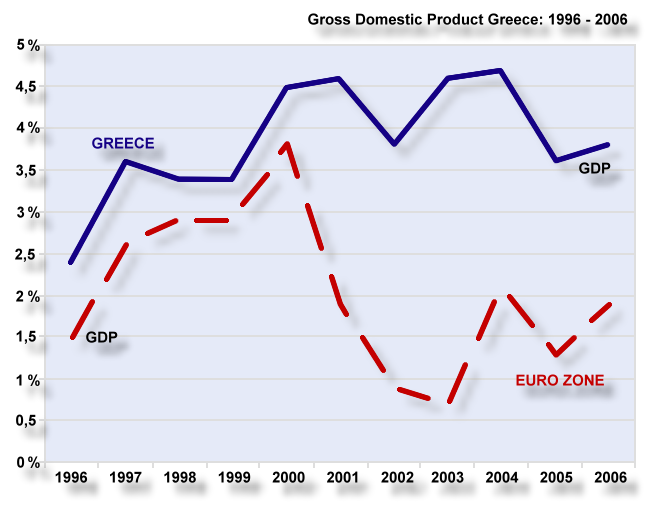
Creixement del PIB de Grècia comparat amb la zona euro entre 1996 - 2006.

Grècia té una economia de mercat, en què el sector terciari té el pes dominant (75,8% del PIB), sobretot pel que fa al turisme. L'extracció de petroli dels camps del nord del mar Egeu va ser una gran ajuda per a l'economia a principis de la dècada del 1980. Grècia va passar a ser membre de la Comunitat Econòmica Europea (actualment, Unió Europea) el 1981. El pressupost nacional a principis de la dècada de 1990 es va calcular en uns 37,6 milers de milions de dòlars d'ingressos, i 45,1 milers de milions de despesa. El 2009, la despesa va ser de 145.200 milions de dòlars, però només se'n van ingressar 108.700 milions.
Els anys de despeses no controlades, les facilitats per a obtenir crèdits i els fracassos a l'hora d'implementar reformes financeres van deixar Grècia greument exposada a la crisi econòmica global. El deute del país era superior al seu PIB i alguns analistes van predir que arribaria a equivaldre al 120% d'aquest el 2010. Per reactivar l'economia, el govern grec va demanar, en abril del 2010, l'activació d'un pla de rescat aprovat per la UE i l'FMI, mitjançant el qual el país rebria fins a 120.000 milions d'euros a canvi d'aplicar certes mesures d'austeritat negociades amb ambdós organismes.
Aquestes eren mesures com ara apujar el preu dels carburants i l'alcohol un 10% o establir l'IVA en un 23%. Nombrosos partits i sindicats grecs es van oposar a aquestes mesures del govern i va haver-hi diverses manifestacions, vagues generals i disturbis violents; fins al punt que a Atenes van morir tres persones en l'incendi d'una entitat bancària.

### Agricultura
L'agricultura representa un paper molt important en l'economia de Grècia. Es basa en la producció de blat, moresc, ordi, remolatxes per a sucre, olives, tomàquets, vi, tabac, patates, carn i productes lactis.
Una quarta part de la població activa de Grècia treballa en l'agricultura, que constitueix el 15% del producte intern brut (PIB). Però la seva productivitat és inferior a la que caldria esperar d'aquest sector de l'economia. Les explotacions són petites, a causa dels minifundis creats (3,4 ha de mitjana), a conseqüència de la subdivisió hereditària, cosa que dificulta l'ús eficaç d'equips mecànics. A més, el rendiment és baix, a causa de la sequera i l'erosió dels sòls en aquest lloc. El tabac és el cultiu principal i aporta prop del 3% dels ingressos per exportació.

### Indústria

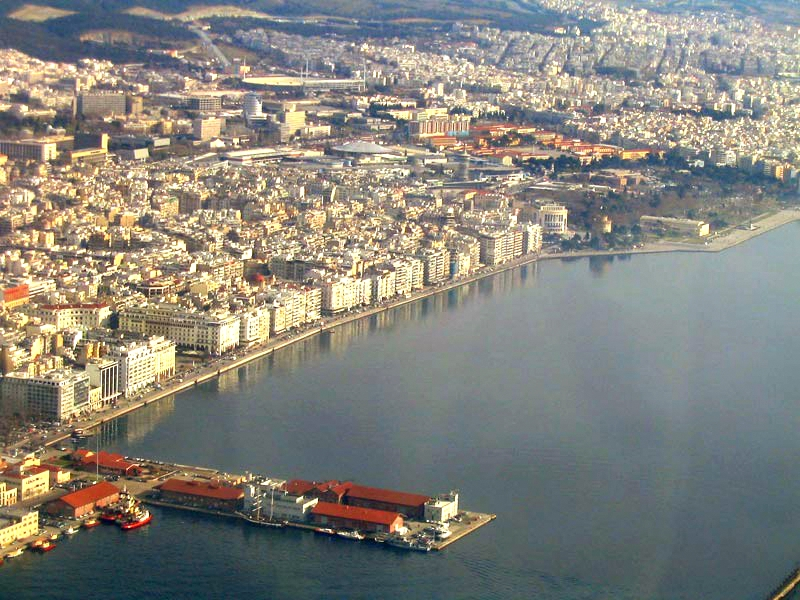
Vista aèria de Tessalònica, segona ciutat més gran de l'estat i important centre industrial.

Al voltant d'una cinquena part de la població activa treballa en aquest sector, que produeix un 18% del producte interior brut anual. Atenes és el centre industrial de Grècia.
La seva indústria produeix principalment aliments i productes de l'elaboració del tabac, teles i teixits, productes químics, siderúrgia, mineria i refinació de petroli. Les indústries creades durant el període posterior a la Primera Guerra Mundial van ser majoritàriament destruïdes durant la Segona Guerra Mundial i la següent guerra civil. Des d'aleshores, el desenvolupament del sector manufacturer de l'economia s'ha vist obstaculitzat per la falta de combustibles i les dificultats sorgides amb l'ús de l'energia hidroelèctrica de l'estat. El 1970, però, la contribució de les manufactures a la producció nacional anual va superar per primera vegada la de l'agricultura. L'organització de sindicats és gremial. Els membres de cada gremi estan afiliats a federacions nacionals.

### Energia
Un 90% de l'electricitat de Grècia es genera en instal·lacions termoelèctriques de lignit, carbó o derivats del petroli; i la resta, en instal·lacions hidroelèctriques ubicades principalment al riu Akhelóös, a les muntanyes Pindo.

### Silvicultura, pesca i mineria
El govern grec ha pres mesures per replantar els arbres que van ser destruïts durant la Segona Guerra Mundial. Prop de 2,9 milions de m3 de fusta es tallaven a l'any al final de la dècada de 1980. El 75% procedien dels boscos de coníferes.

### Turisme

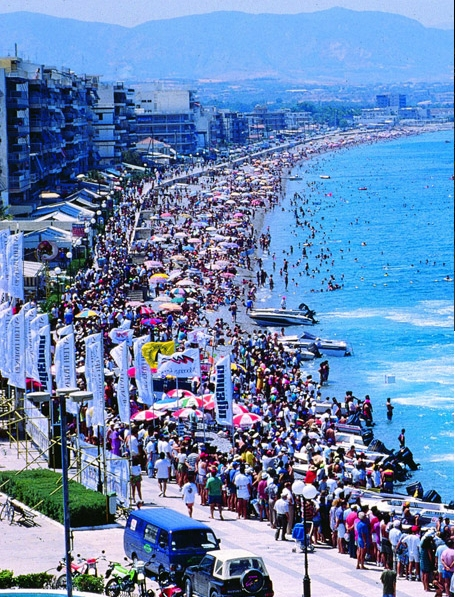
Turistes a la platja de Loutraki.

Una de les importants fonts d'ingressos de Grècia és el turisme, que contribueix a l'economia grega amb el 15% del PIB. Al final de la dècada de 1980, uns 8,1 milions de turistes van triar anualment Grècia com a destinació de les seves vacances. Actualment, aquesta xifra és de 16 milions de turistes a l'any, dels quals uns 6 milions solen passar per Atenes, la capital.

## Cultura

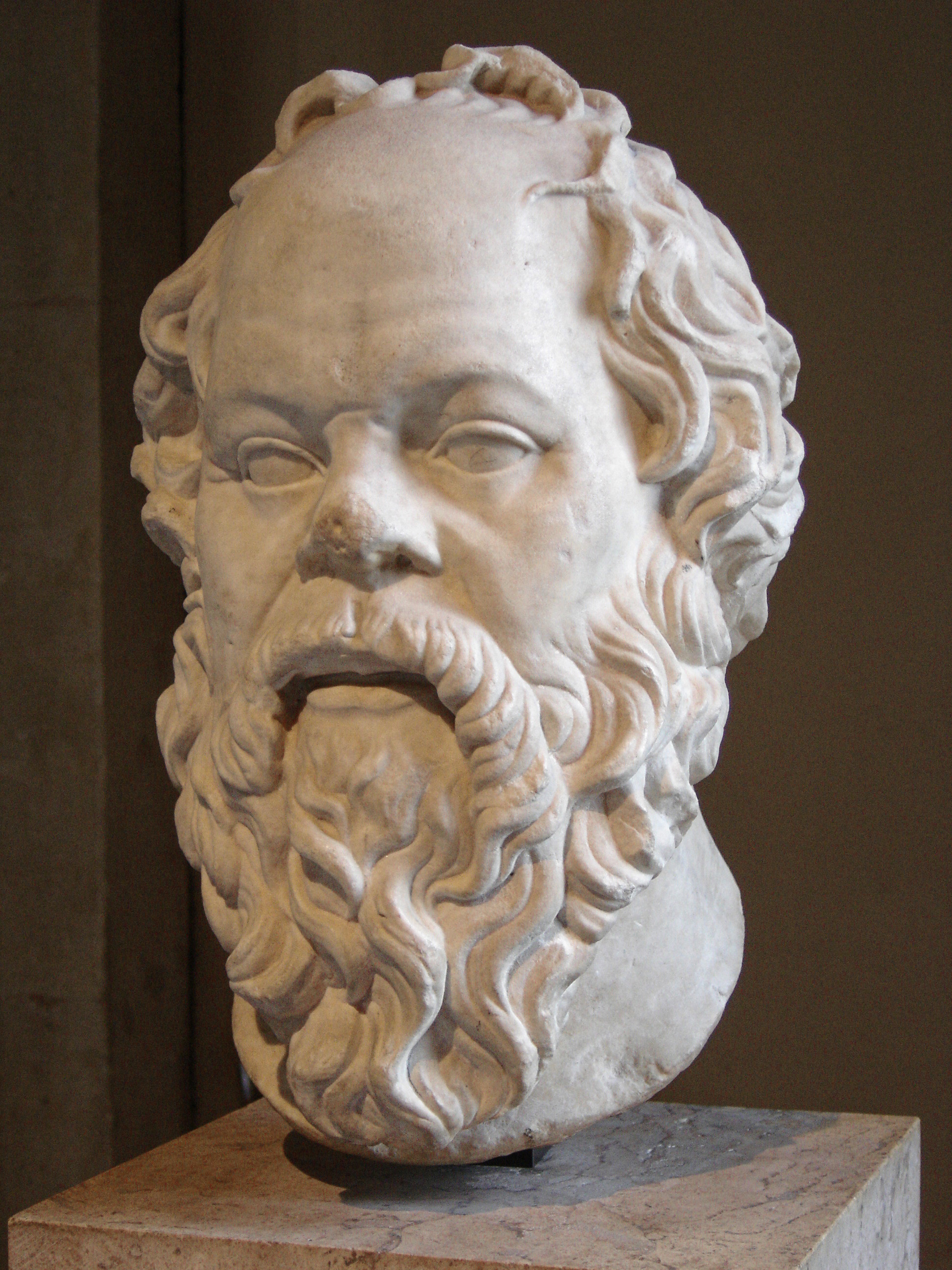
Bust de Sòcrates

La cultura de Grècia ha evolucionat al llarg de milers d'anys des del seu inici amb les civilitzacions minoica i micènica, i assolí una gran notabilitat durant la Grècia clàssica, el període hel·lenístic, la influència rebuda durant l'Imperi Romà i, en la seva fase medieval, l'Imperi Romà d'Orient. L'Imperi Otomà també va tenir influència significativa sobre la cultura grega. Després de la independència de Grècia, la cultura grega reviscolà com a resultat de totes aquestes influències rebudes amb el pas dels anys.

### Filosofia
La majoria de les tradicions filosòfiques occidentals s'iniciaren a la Grècia antiga al segle vi aC Els primers filòsofs són anomenats presocràtics, terme que designa aquells filòsofs anteriors a Sòcrates. Dels presocràtics, només conservem fragments dels seus escrits originals, en alguns casos només una única frase. Un nou període per a la filosofia s'inicià amb Sòcrates l'atenenc. Com els sofistes, rebutjà completament les especulacions físiques amb les quals els seus precursors s'havien complagut i feu dels pensaments i opinions de la gent el seu punt de partida. Els pensaments de Sòcrates foren unificats per Plató, que els combinà amb molts dels principis establerts per filòsofs anteriors, i desenvolupà tot aquest material en la unitat d'un sistema entenedor. Aristòtil d'Estageira fou el deixeble més important de Plató i compartí amb el seu mestre el títol de filòsof més gran de l'antiguitat; però, mentre que Plató havia intentat aclarir i explicar les coses des del punt de vista suprasensual de les formes, Aristòtil preferí començar pels fets donats per l'experiència. A més d'aquests filòsofs importants, altres escoles filosòfiques es desenvoluparen a Grècia durant l'edat antiga, com ara l'estoïcisme, l'epicureisme, l'escepticisme i el neoplatonisme.

### Cuina

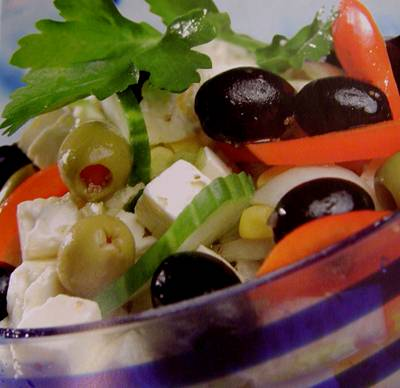
Amanida grega

La cuina grega és sovint citada com un exemple de la saludable dieta mediterrània. Incorpora ingredients frescos en una gran varietat de plats, com la mussaka, l'stifado, l'amanida grega, l'spanakópita i el suvlaki. Alguns plats tenen l'arrel en l'antiga Grècia, com l'skordalià (un puré de patata, nous, ametlles, all matxucat i oli d'oliva), la sopa de llenties, la retsina (un vi blanc o rosat segellat amb resina de pi blanc) i el pasteli (una barra de caramel amb llavors de sèsam cuinada al forn amb mel). La gent a Grècia sovint gaudeix menjant petits plats (aperitius), com el meze, que pot estar format per tzatziki, pop a la graella i peixets, formatge feta, dolmades (arròs, panses i pinyons recoberts amb fulles de vinya), diversos llegums, olives i formatge. L'oli d'oliva condimenta quasi tots els plats. Es complementa amb postres dolces com el galaktobúreko, i begudes com l'ouzo, metaxà i diverses varietats de vi com la retsina. La cuina grega varia fortament a les diferents zones de la part continental i d'illa en illa, però sempre és més especiada que altres cuines mediterrànies: orenga, menta, all, ceba, anet i fulles de llorer. Altres herbes i espècies usades són alfàbrega, farigola i llavor de fonoll. Moltes receptes gregues, especialment a la part nord del país, usen espècies dolces combinades amb la carn, per exemple canyella i clavell d'espècia.

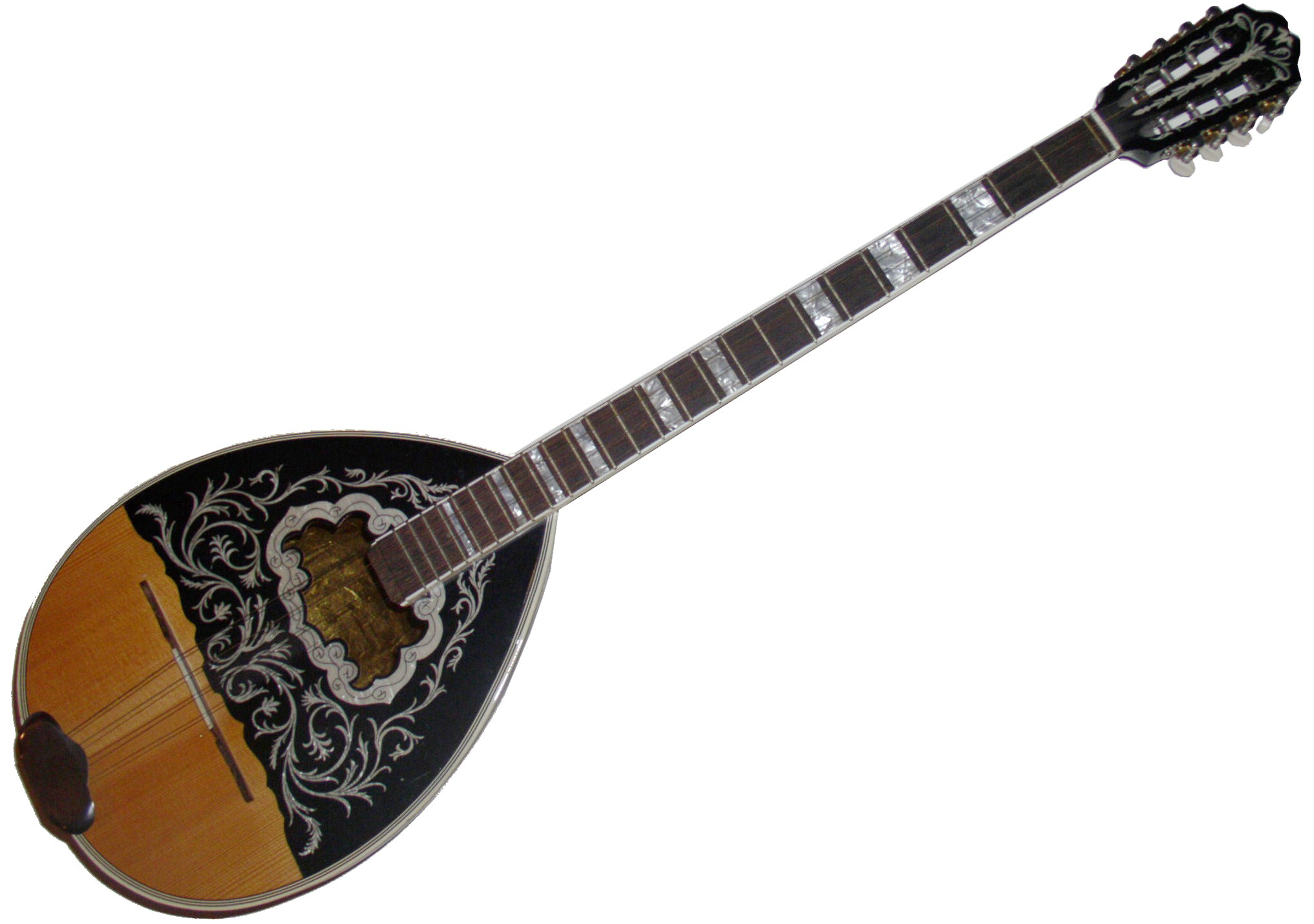
El bouzouki és un instrument de corda de la música grega

### Art

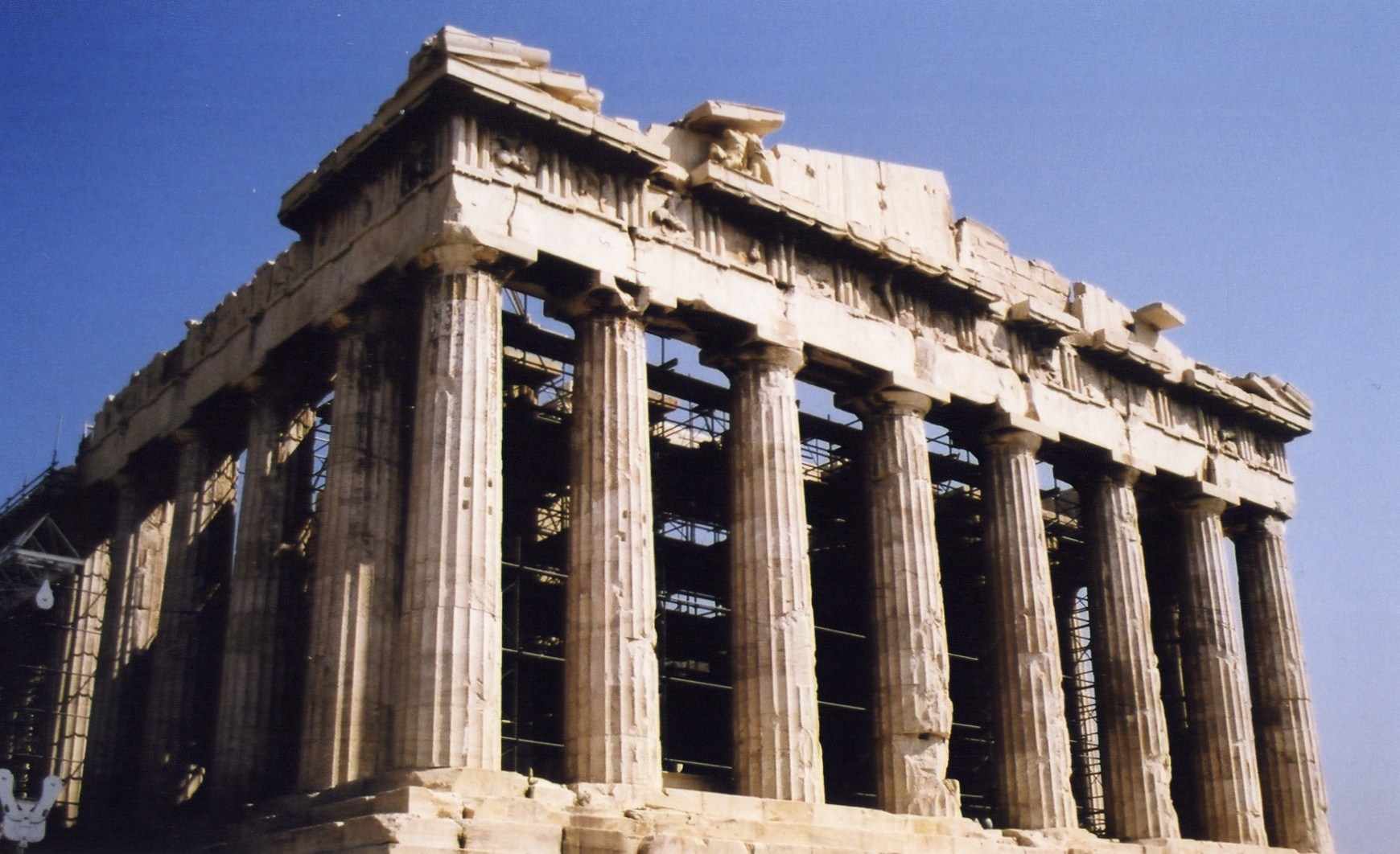
El Partenó

L'art i l'arquitectura de la Grècia antiga ha tingut una gran influència en l'art occidental fins a l'actualitat. L'art romà d'Orient i l'arquitectura romana d'Orient també van jugar un important paper en els inicis del cristianisme, i en queda una significativa influència en les nacions cristianes ortodoxes d'Europa oriental i Euràsia. A causa dels estralls de la història, només una petita varietat de l'art grec antic ha sobreviscut -sobretot escultura i arquitectura i arts menors, incloent-hi el disseny de monedes, ceràmica i el gravat de pedres precioses. Grècia també té, a partir de la revolució, un pes específic en la història de l'art contemporani.

#### Arquitectura

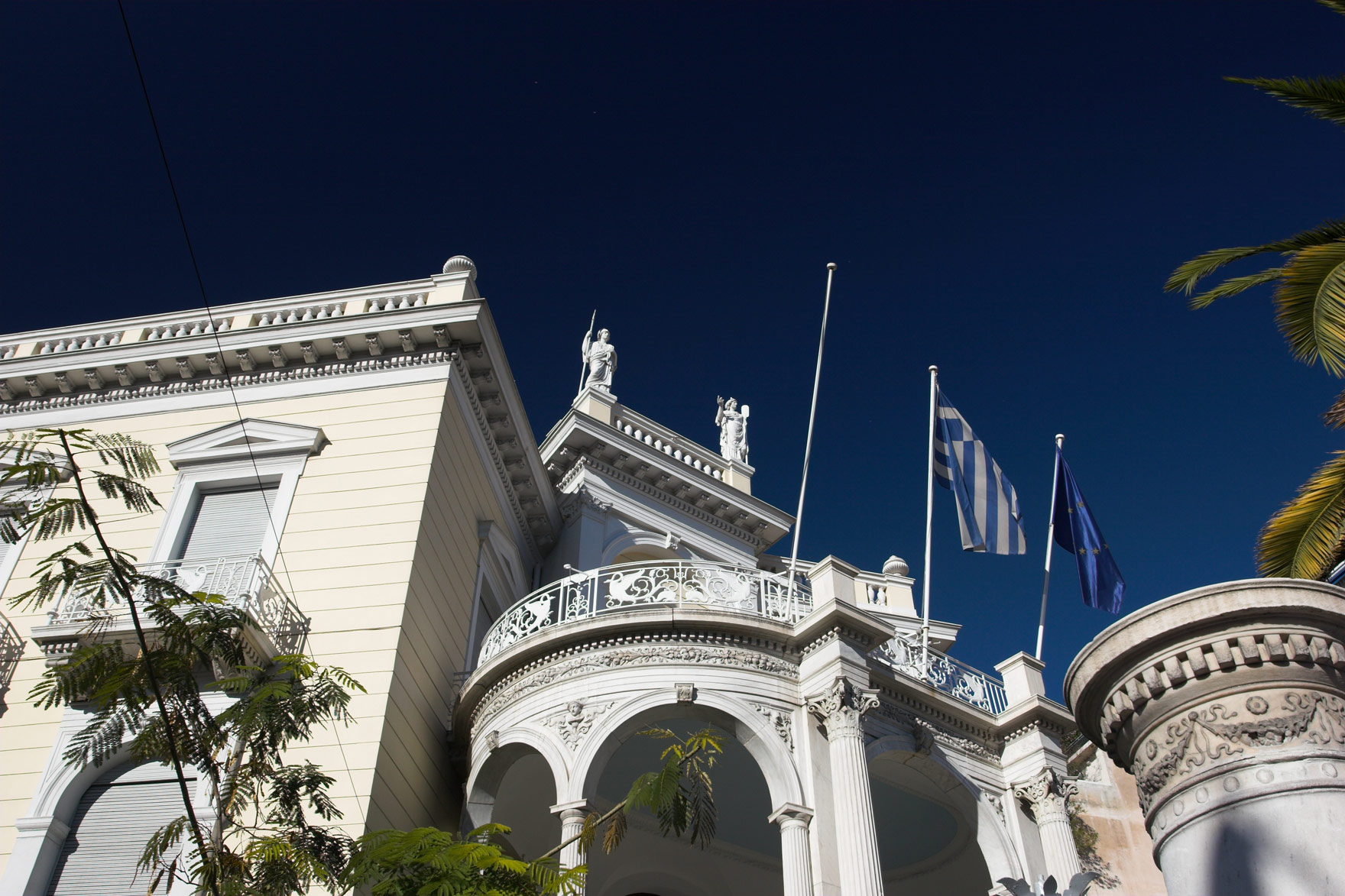
Un exemple de barreja d'arquitectura romana d'Orient i neoclàssica

Les restes de l'arquitectura encara perviuen o estan ben documentades actualment. 	
Els antics grecs van desenvolupar dos estils primaris (o «ordres clàssics»). El sobri i sòlid dòric i el refinat i decoratiu jònic. Cal assenyalar que l'estil jònic va evolucionar dins de l'estil corinti.
La forma rectangular dels antics temples grecs, envoltats de columnates suportades per un entaulament triangular, construïda de pedra calcària o marbre, hi dona un popular estil fins i tot avui en dia. Encara que l'arc era familiar als troians, no n'estava àmpliament estès l'ús, en contrast amb les posteriors edificacions romanes. Les obres representatives que perviuen de l'arquitectura grega són el Partenó i l'Erectèon d'Atenes, i les estructures romanes basades en el model grec, com el Panteó de Roma, que és atribuït a l'arquitecte grec Apol·lodor de Damasc.

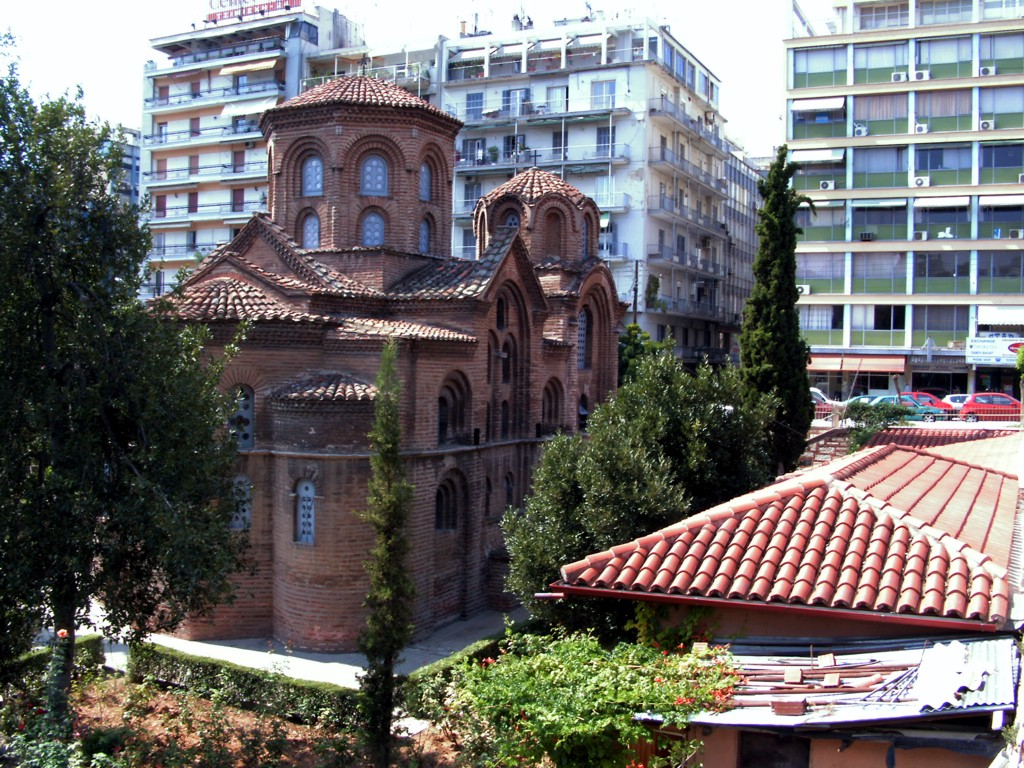
Un exemple clàssic d'arquitectura romana d'Orient a Salònica

L'arquitectura romana d'Orient va ser una forma de construcció comuna des de l'ascens del cristianisme sota Constantí fins a la caiguda de l'Imperi Romà d'Orient, el 1453, a mans dels turcs otomans. En són característics la creu grega, el capitell d'estil romà d'Orient capitol (una barreja de jònic i capitells corintis) i una cúpula central envoltada per diverses petites cúpules. Grècia va experimentar també el ressorgiment neobizantí després de la revolució grega i, bastant insospitadament, també l'apogeu de l'arquitectura neoclàssica en els anys següents a la revolució; això la va posar en contacte i interacció amb la tradicional vila romana d'Orient per produir-ne una forma específica en la Grècia contemporània.
Com altres capitals contemporànies, Atenes té obres d'arquitectura modernista i postmodernista.
Resultat d'un concurs internacional, el Museu de l'Acròpoli, de Bernard Tschumi, és un exemple de la internacionalització del mercat arquitectònic mundial. Algunes de les últimes obres van ser per a les Olimpíades d'Atenes de 2004, amb la participació d'arquitectes estrangers com Santiago Calatrava.

#### Pintura i escultura

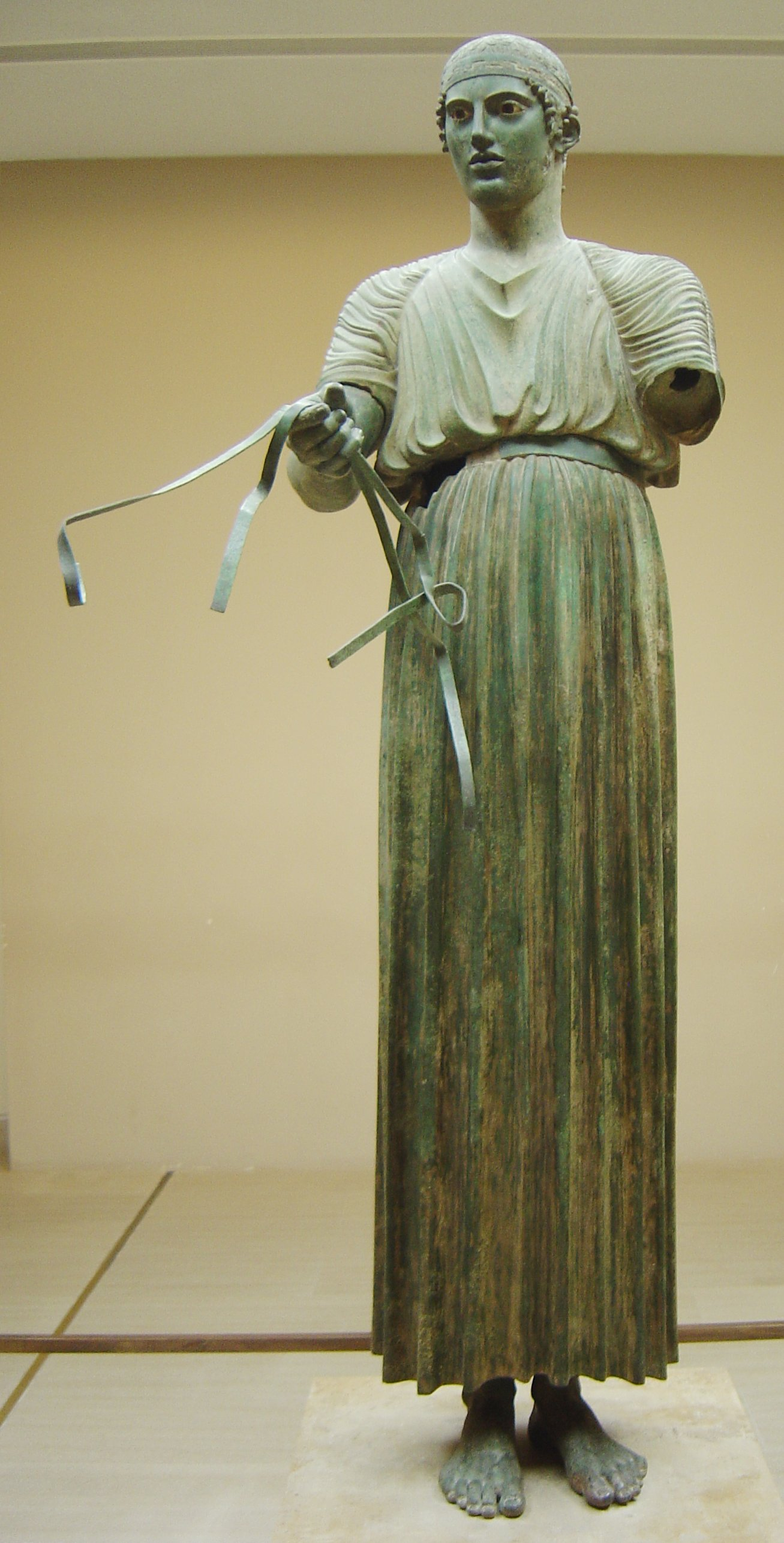
L'Auriga de Delfos, Museu Arqueològic de Delfos, una de les grans obres que es conserven de l'escultura grega, datada cap al 470 aC

En contrast amb altres formes il·lustrades, les pintures conservades de l'antiga Grècia són molt escasses. Els pintors grecs treballaven principalment en plafons de fusta, i les obres finals van ser admirades durant cents d'anys després de la seva creació. Tanmateix, aquestes pintures van desaparèixer després del segle iv perquè no van ser prou protegides. Ens en podem fer una idea amb les còpies -inferiors- romanes, per exemple les de Pompeia, les poques mostres conservades trobades a les tombes dels reis de Macedònia a Vergina, a Lèucada, també a l'antiga Macedònia, com les de Kazanlak en l'antiga Tràcia.

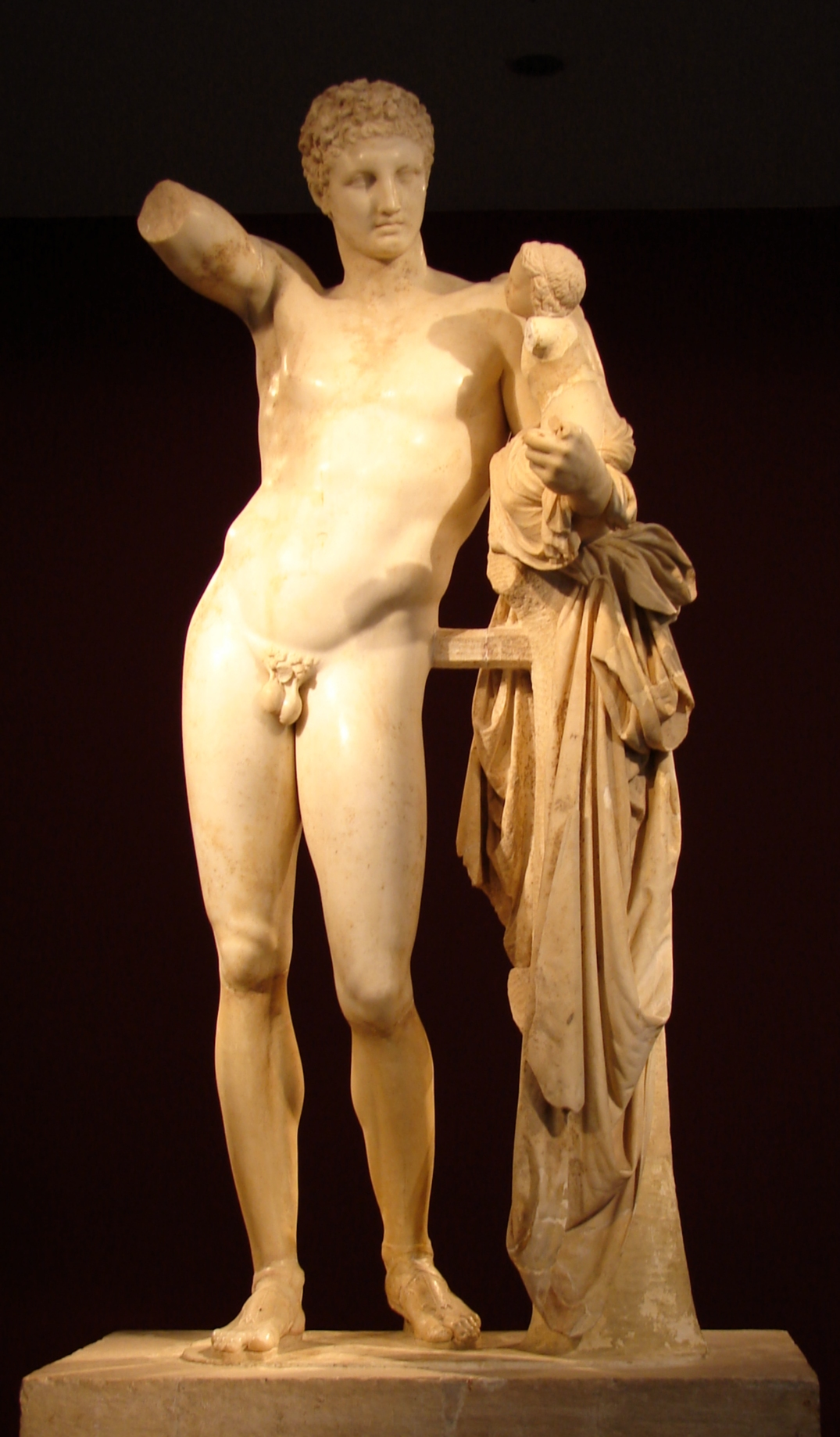
Aquesta estàtua d'Hermes amb Dionís infant, atribuïda a Praxíteles, va ser trobada a Olímpia el 1877

 Les obres conservades de l'antiga escultura grega són més comunes, en particular les dels mestres escultors, com Fídies i Praxíteles. Aquests artistes i els seus seguidors van ser sovint emulats pels romans. Tanmateix, els cristians del segle IV i V van veure la destrucció dels ídols pagans com un «acte de pietat». Moltes escultures antigues de marbre van ser cremades amb calç en l'edat mitjana, i estàtues de bronze van ser foses per obtenir-ne el metall. Les estàtues de marbre que van escapar a la destrucció van ser oblidades, o en el cas dels bronzes, perduts al mar (vegeu iconoclàstia).
En el període Imperi, l'art religiós era el tema dominant, amb mosaics i icones molt treballades adornant edificis religiosos. L'artista renaixentista El Greco (Doménikos Theotokópulos), responent a l'art romà d'Orient i en el segle xvi a l'art manierista, produí escultura i pintures de forma lliure, llum i color, que inspirarien artistes del segle xx, com Pablo Picasso i Jackson Pollock.
A més, un important i sovint pioner paper va ser jugat per artistes de les Illes Jòniques en el xviii i a començaments del xix, que van explotar les conquestes del Renaixement italià i dels tallers barrocs. Amb persistents esforços cap a noves direccions i objectius, els artistes grecs van aflorar al món durant les primeres dècades del segle xix, connectant l'art grec amb la seva antiga tradició, així com en la recerca de tallers europeus, sobretot els de l'Escola de Múnic, amb exemples definitoris de l'art contemporani grec del període que inclou l'obra de Theódoros Vrizakis i Nikiforos Litras.
Al segle xx, Nikos Engonópulos va aconseguir reconeixement internacional amb les seves concepcions surrealistes en pintura i poesia, mentre que, a la fi de la dècada del 1960, Dimitris Mitaràs i Giannis Psikhopaïdis es van associar amb el realisme crític europeu.
Grècia ha continuat l'antiga tradició escultòrica en les èpoques modernista i postmodernista, amb col·laboradors com el filòsof Kostas Axelós i l'artista de renom Konstandinos Andreu, receptor de la Legió d'Honor de França.

#### Música
La música grega traça les seves arrels fins als temps antics, en què els cors mixtos actuaven per entreteniment, celebracions o activitats religioses. Alguns instruments d'aquest període eren l'aulos, la lira, o la cítara. La música jugà un important paper en el sistema educatiu d'aquests temps antics, en què els nens començaven a estudiar-la als sis anys. Quan la nova tècnica polifònica es desenvolupà a Occident, l'Església ortodoxa romana d'Orient es resistí a qualsevol canvi i continuà amb la música monofònica sense cap mena d'acompanyament musical. Un altre tipus de música que es cultivà a Grècia fou la música folk, que es dividí en dos tipus: akritic i klephtic. L'any 1928, es fundà la Societat Musical d'Atenes i el Pireu, on es reuniren els representants de la música popular. A la segona meitat de segle xx, la música grega s'adaptà als diversos estils i corrents de la música mundial.

### Esport

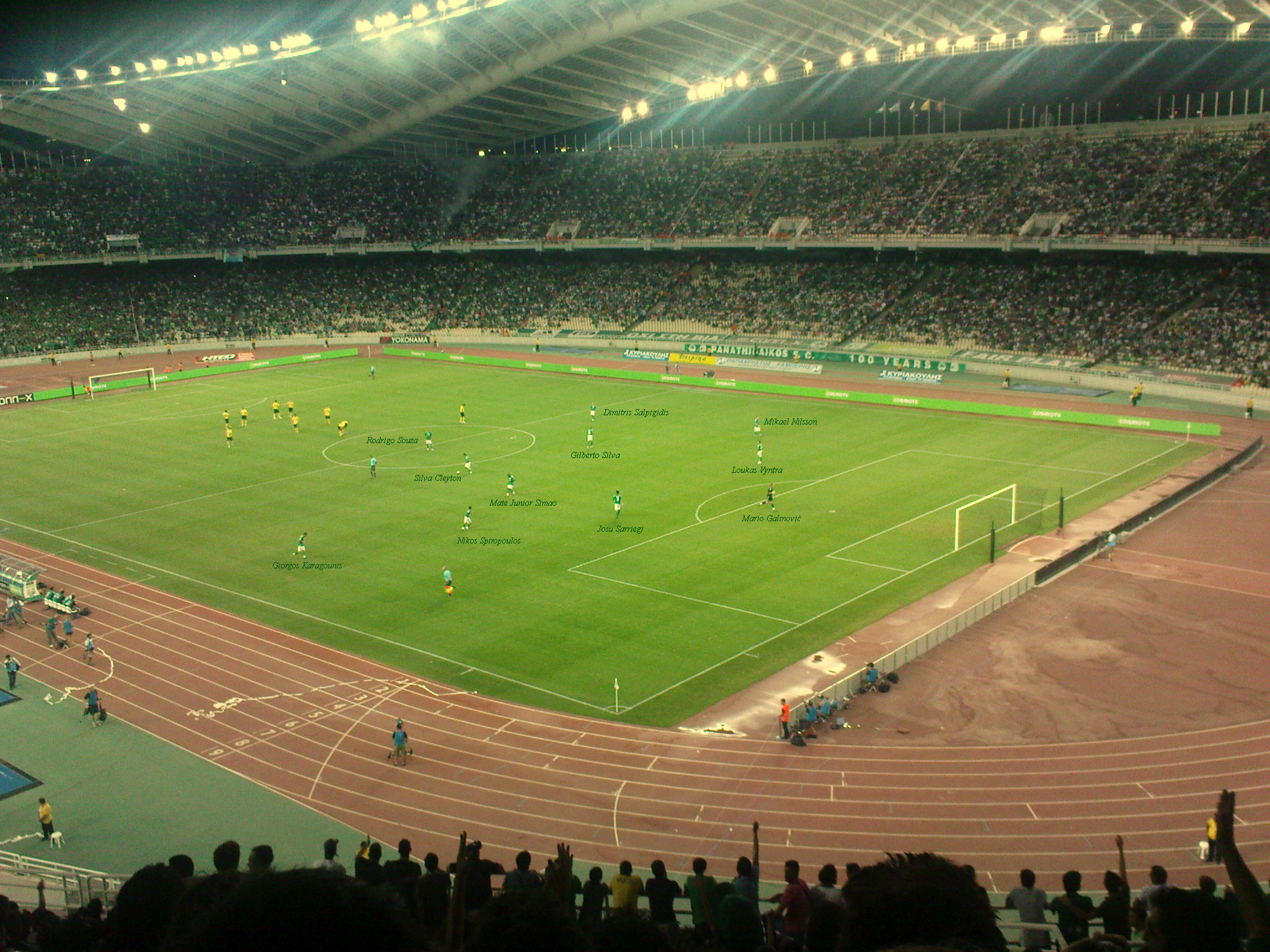
Interior de l'Estadi Olímpic d'Atenes

Grècia, seu dels primers Jocs Olímpics moderns, té una gran tradició en el món de l'esport. La selecció de futbol de Grècia guanyà l'Eurocopa 2004, l'èxit més important del futbol grec. La lliga grega de futbol és la competició professional més important de l'estat. Els clubs de futbol més destacats són Olympiacos, Panathinaikos, AEK Atenes, PAOK i Aris. El segon esport més important és el basquetbol. La selecció grega guanyà el Campionat d'Europa dos cops els anys 1987 i 2005. Altres esports importants hi són el waterpolo i el voleibol. Els clubs de futbol grecs són entitats esportives amb seccions en tots aquests esports. El criquet, i l'handbol també són molt populars a Corfú i Veroia, respectivament. Grècia ha estat seu dels Jocs Olímpics d'Estiu de 1896 i 2004.

## Galeria d'imatges

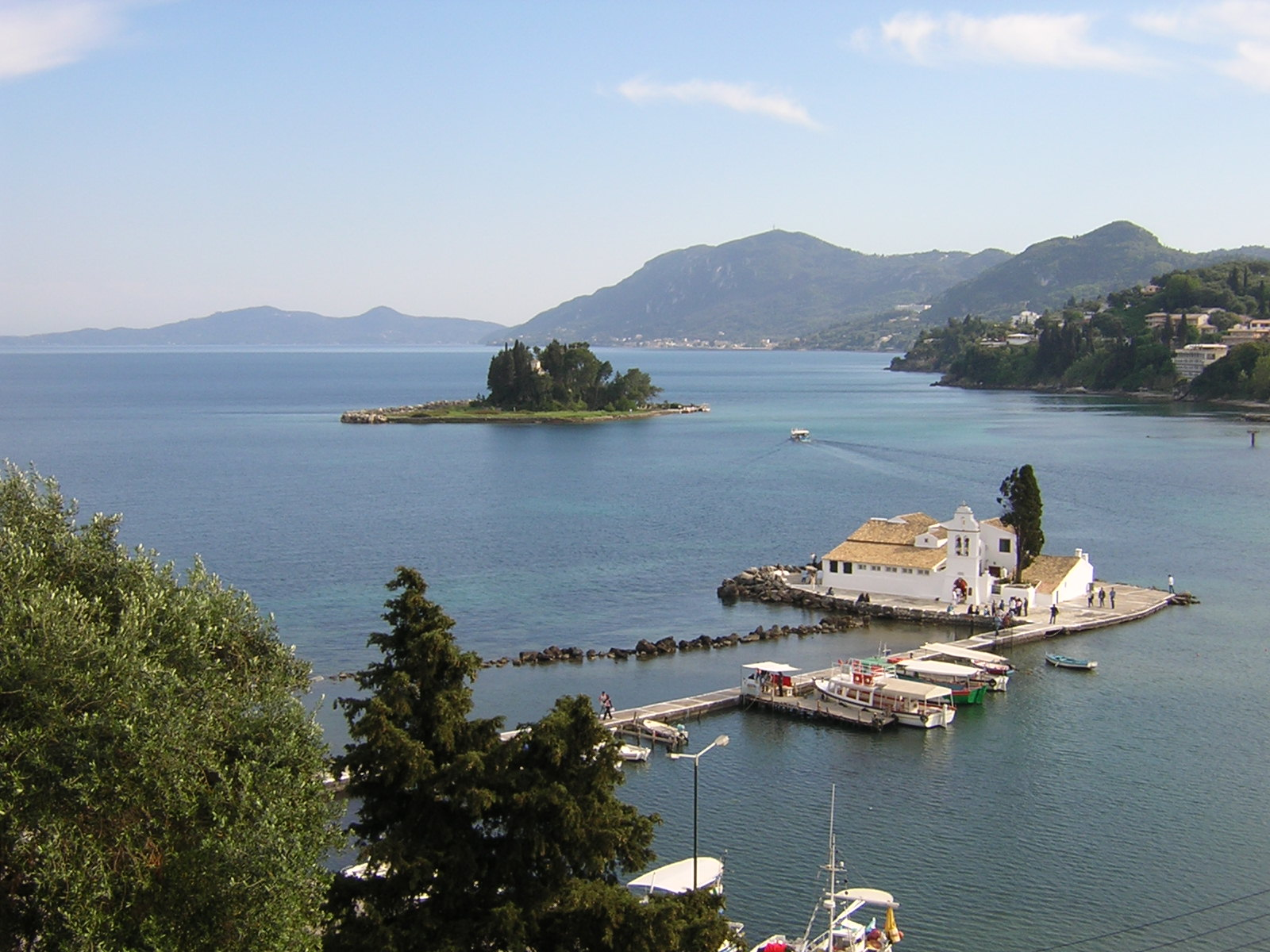
Monestirs de Pontikonisi i Vlaheraina a l'illa de Corfú
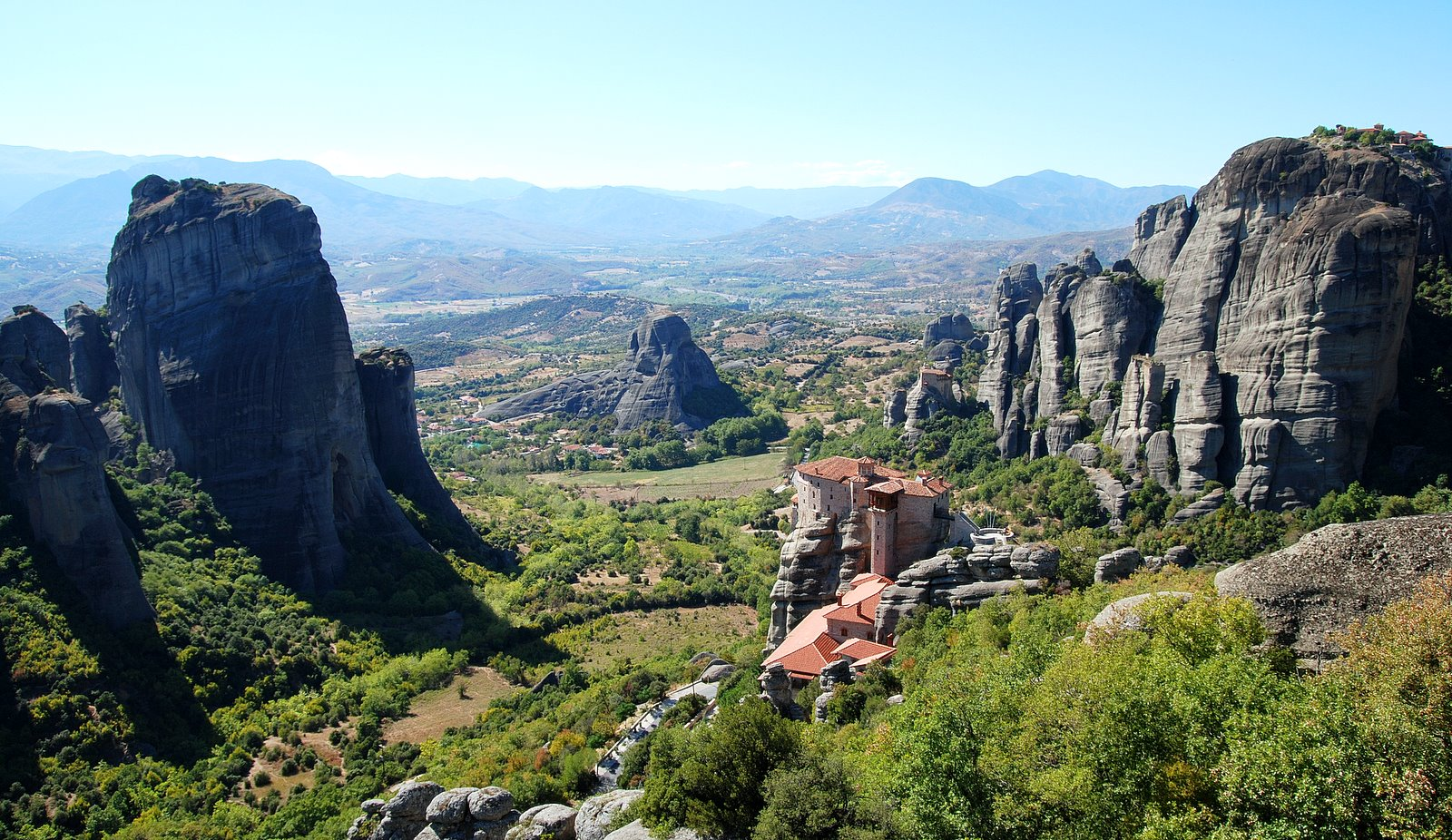
Vista de Meteora a la Grècia central
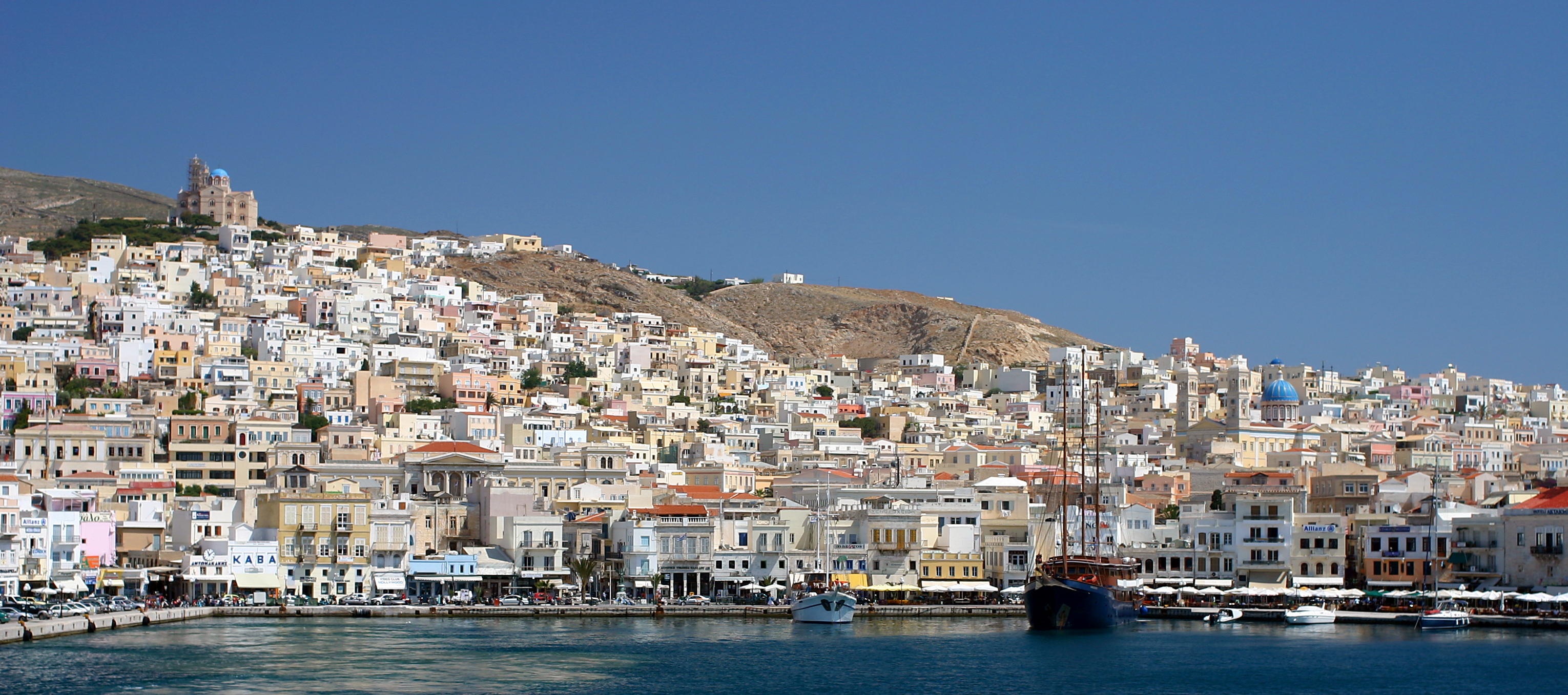
El port d'Hermúpolis a l'illa de Siros és la capital de les Cíclades
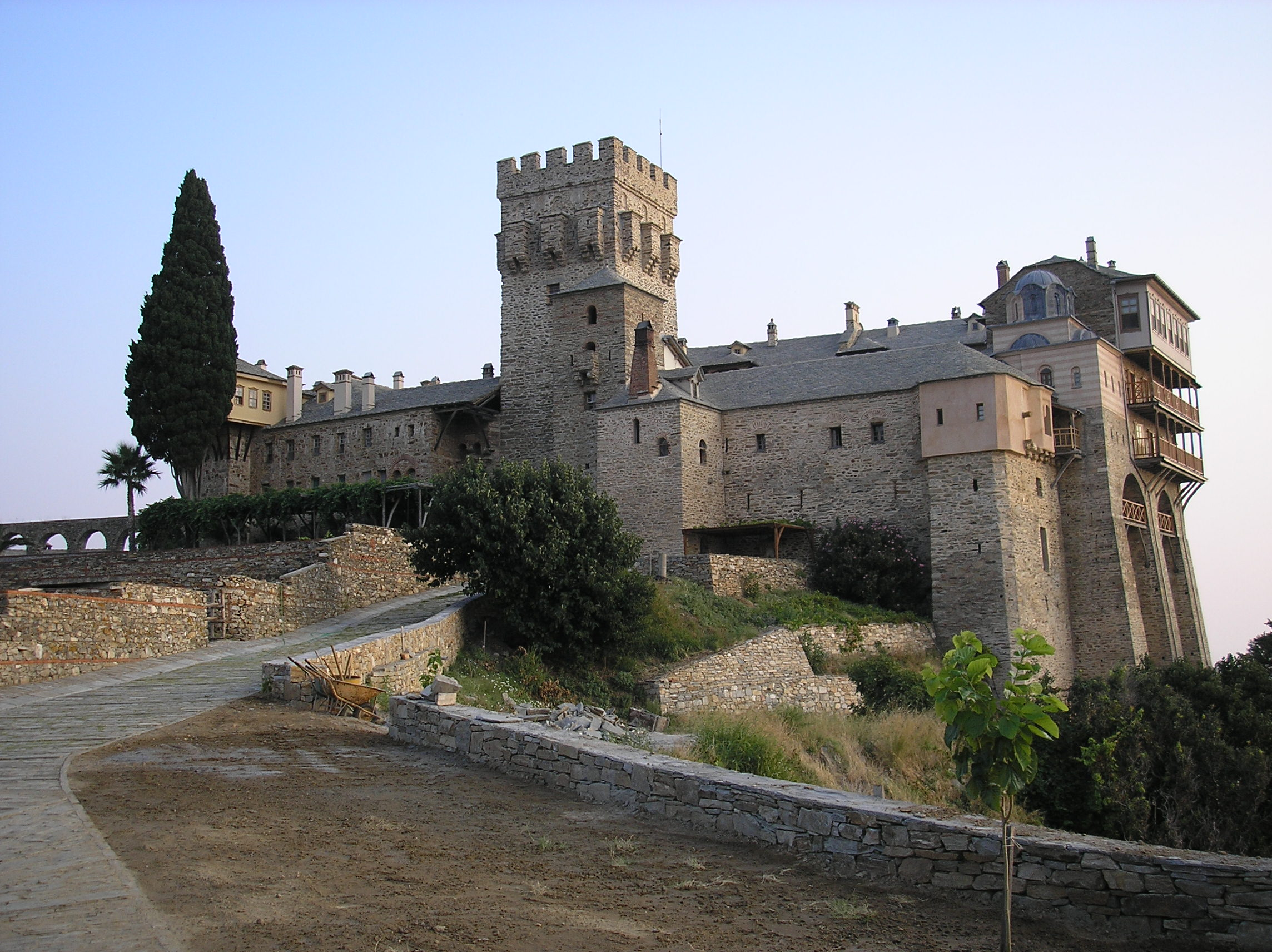
Monestir ortodox de Stavronikita al mont Atos
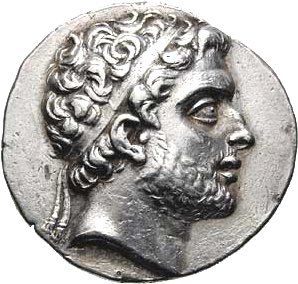
Filip V de Macedònia
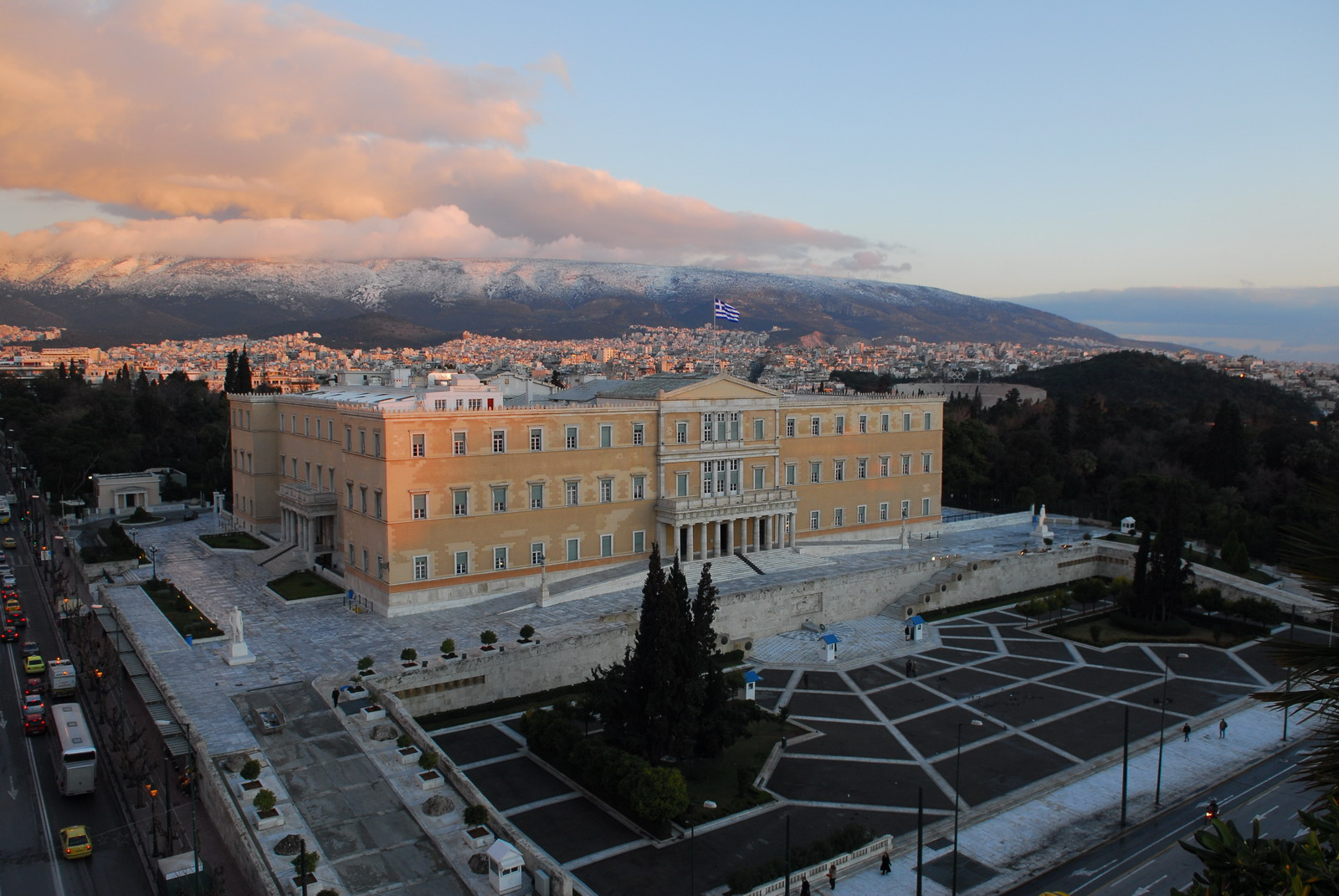
Parlament grec a l'Atenes central